# Petrophile canescens
Petrophile canescens är en tvåhjärtbladig växtart som beskrevs av Allan Cunningham och Robert Brown. Petrophile canescens ingår i släktet Petrophile och familjen Proteaceae. Inga underarter finns listade i Catalogue of Life.